# جولي باومان
جولي باومان هي عداءة سريعة سويسرية، ولدت في 17 يونيو 1964 في سان جيروم في كندا.

## وصلات خارجية
- جولي باومان على موقع الاتحاد الدولي لألعاب القوى (الإنجليزية)
- جولي باومان على موقع اللجنة الأولمبية الدولية (الإنجليزية)
- جولي باومان على موقع أوليمبيديا (الإنجليزية)